# Autorail Renault

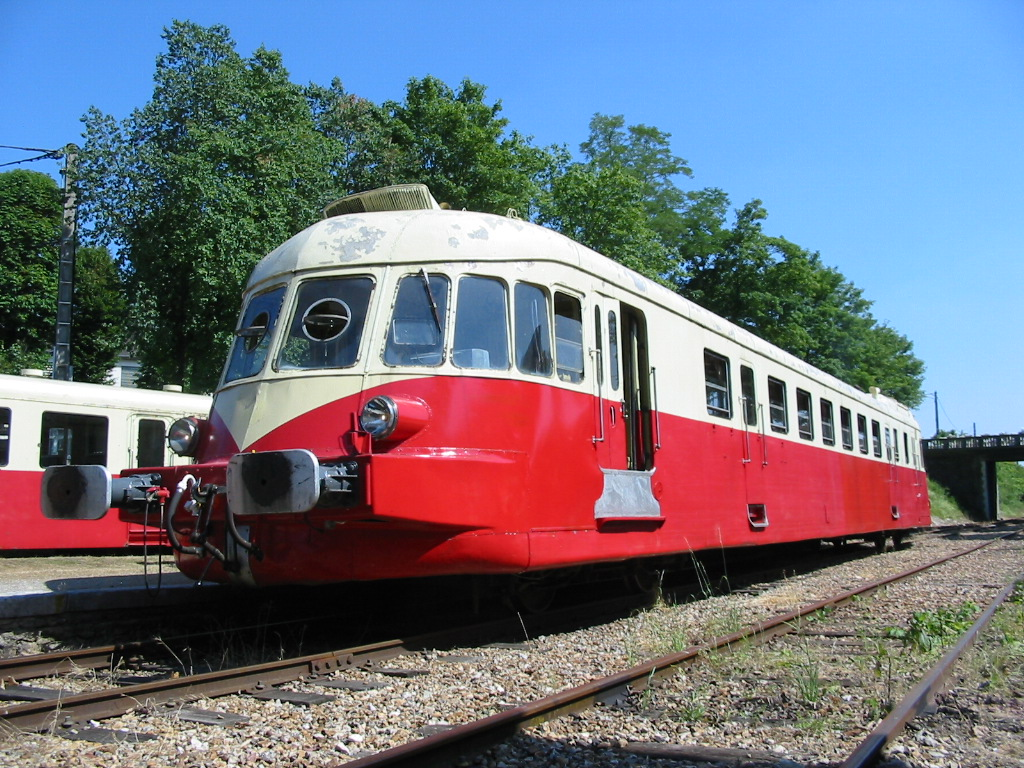
Autorail ABJ4 SNCF X 3600 des CFVE en gare de Pacy sur Eure.

Les Autorails Renault ont été construits par la SAUR (Société Anonyme des Usines Renault), filiale de la société automobile Renault, à partir de 1922.
L'usine originelle se situait dans l'île Seguin, à Boulogne-Billancourt dans le département des Hauts-de-Seine. Le rachat d'une usine à Choisy-le-Roi en 1949 permettra de disposer de vastes locaux embranchés sur une voie ferrée SNCF à Villeneuve-Saint-Georges jusqu'en 1962, et la fin des activités ferroviaires de Renault à la sortie du dernier autorail X 2919.

## 1922 type KA
Autorail KA – 1922
Fabrication : 7 exemplaires
Puissance : 18 puis 26 ch
Vitesse maximale : 40 km/h
Longueur hors tout : 8 258 mm
Nombre de places : 20 assis
Masse en charge : 8,5 t

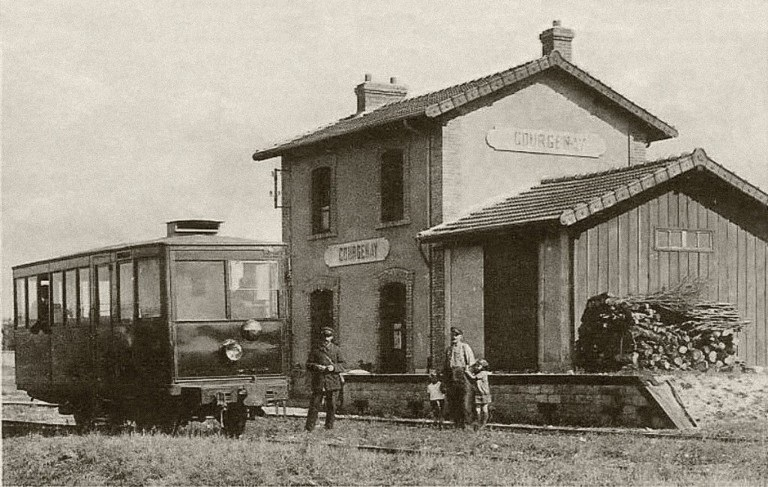
Renault Type NF des Chemins de Fer d'Intérêt Local de l'Yonne (CFY).

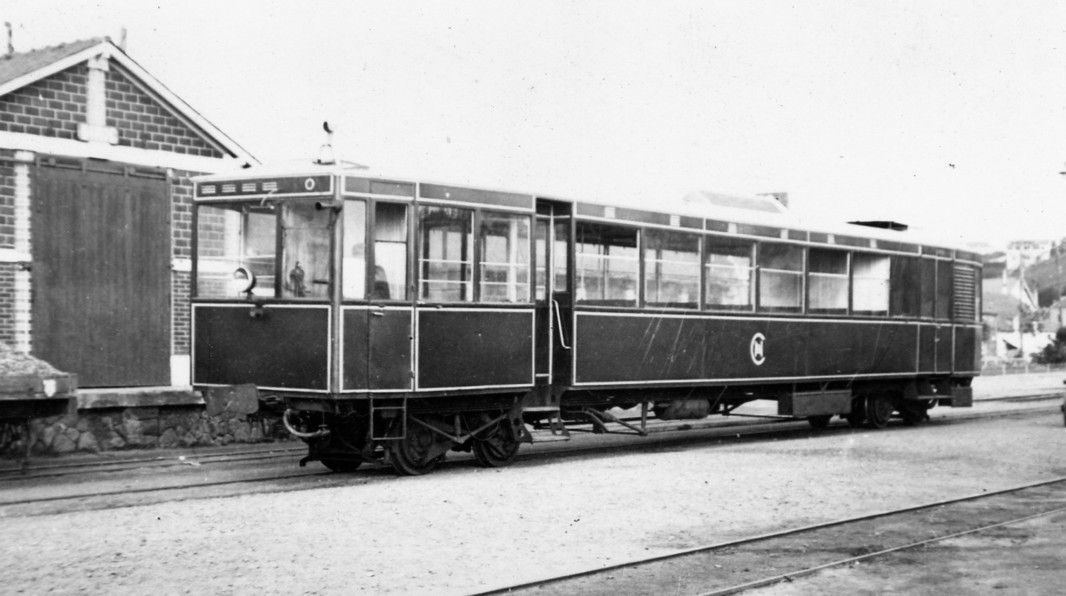
Autorail NK des chemins de fer des Côtes-du-Nord.

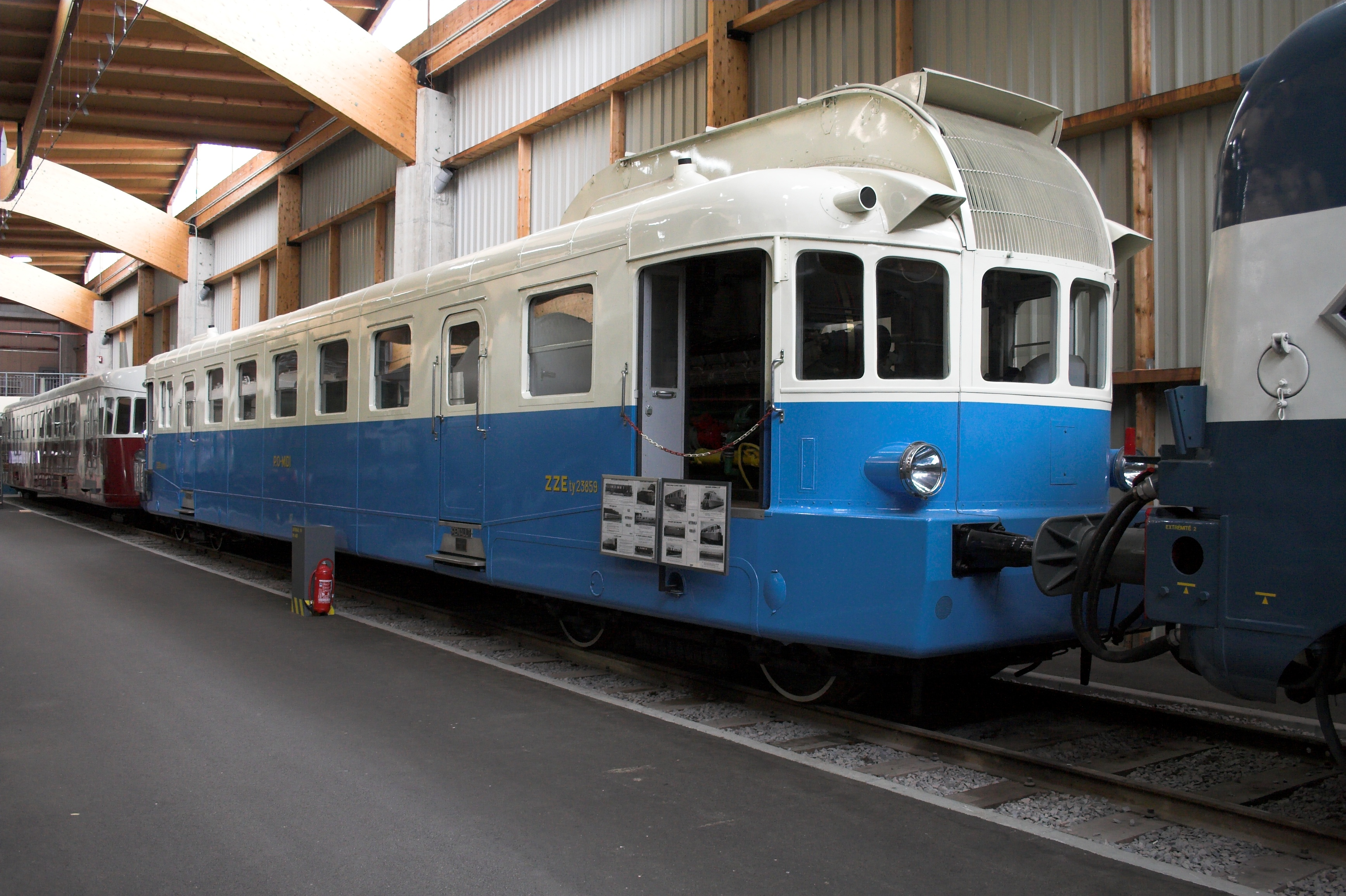
Autorail VH préservé à la cité du train.

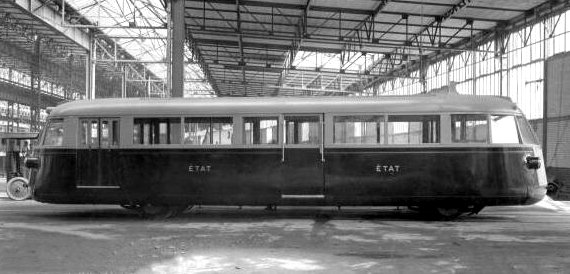
Renault ZO de l'État.

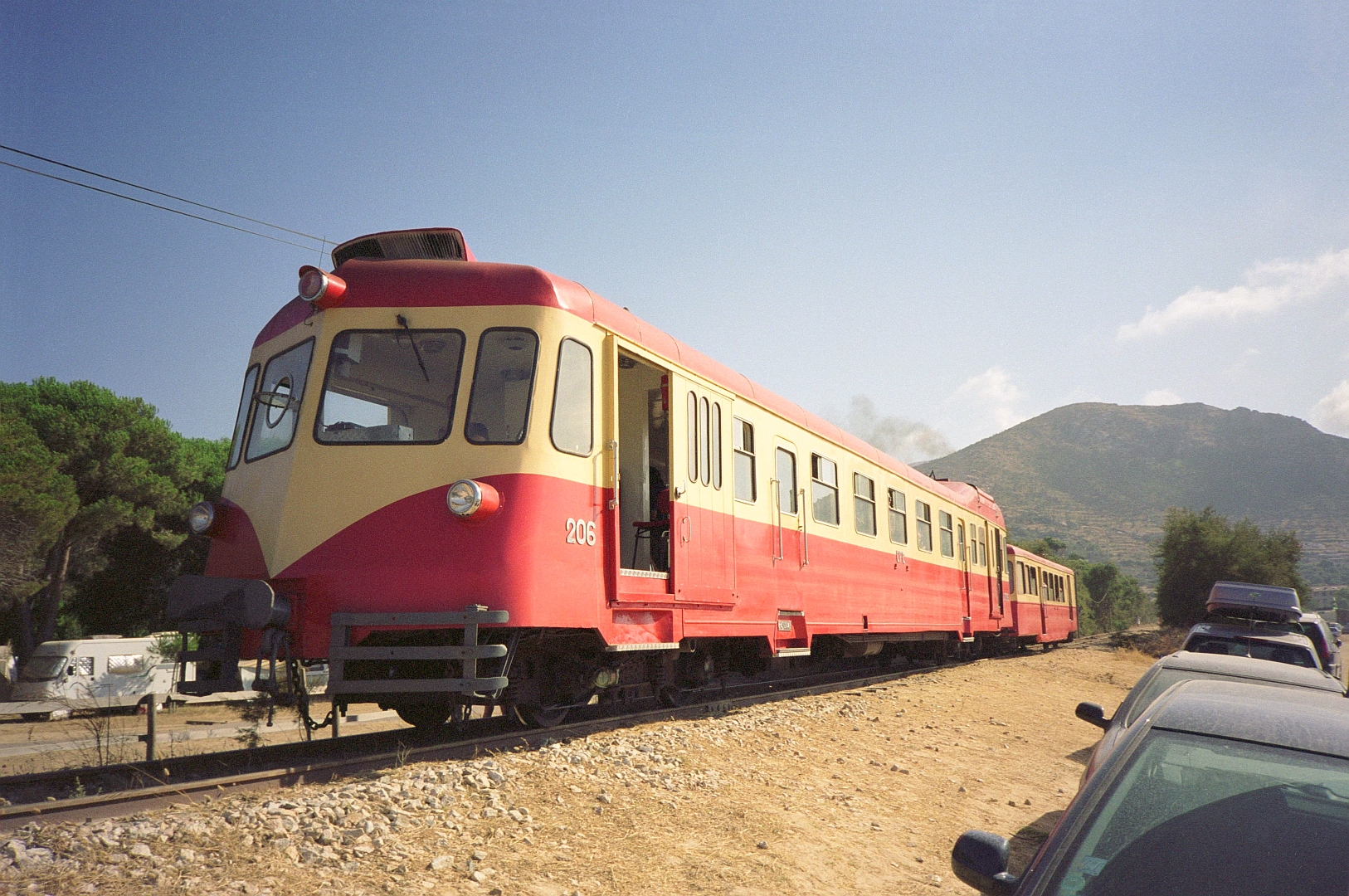
Renault ABH des CFC.

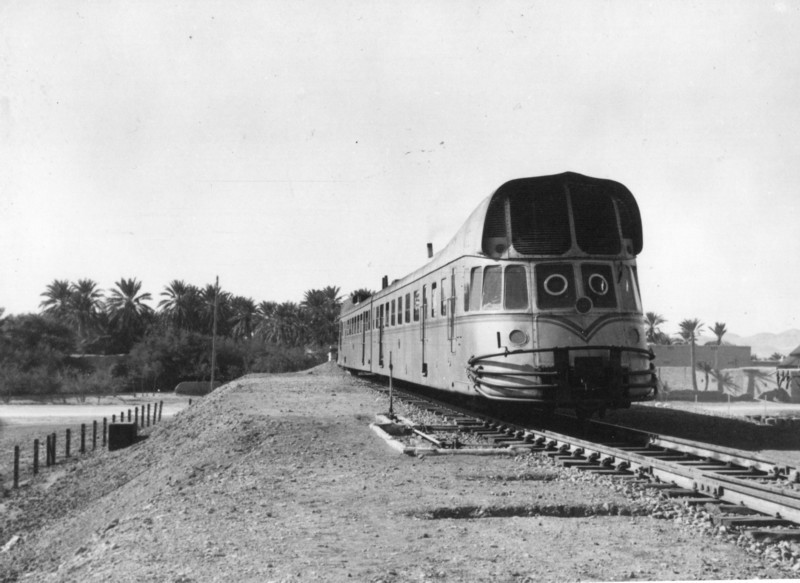
Renault ABV des CFAE.

Écartement : 1 000 mm (Voie métrique)

## 1923 type KE
Autorail KE – 1923
Fabrication : 2 exemplaires
Puissance : 85 ch
Vitesse maximale : 60 km/h (45 km/h pour réseaux départementaux)
Longueur hors tampons : 13 760 mm
Empattement des bogies : 8 500 mm
Empattement des essieux de bogies : 1 900 mm
Nombre de places: 15 en 1re classe, 20 en 2e classe et 20 debout
Compartiments bagages : 1 - et Postal 1
Masse en charge : 25 t
Écartement : 1 435 mm

## 1923 type KF
Autorail KF – 1923
Fabrication : 3 exemplaires 
Puissance : 60 ou 85 ch
Vitesse maximale : 45 km/h
Longueur hors tampons : 13 620 mm
Empattement des bogies : 8 500 mm
Empattement des essieux de bogies : 1 400 mm
Nombre de places : 15 en 1re classe, 20 en 2e classe et 16 debout
Compartiments Bagages : 1 - et postal 1
Masse en charge : 20 t
Écartement : 1 000 mm (et assimilé)

## 1923 type KL
Locomotive jardin acclimatation de Paris KL – 1923
Fabrication : 1 exemplaire
Puissance : 12 ch
Vitesse maximum : 10,6 km/h
Longueur : 2 850 mm
Empattement d’essieux : 850 mm
Masse : 2 T
Écartement : 500 mm

## 1923 type LR
Autorail LR – 1923
Fabrication : 2 exemplaires
Puissance : 45 ch
Vitesse maximale : 40 km/h
Masse en charge : 8,5 t
Nombres de places :
Écartement : 1 000 mm (Voie métrique)

## 1923 type RS
Autorail RS – 1923
Fabrication : 69 exemplaires
Puissance : 18, 25, 40 ou 64 ch (selon demande)
Vitesse maximale : 40 km/h (50 km/h sur demande)
Longueur : 10 340 mm. (Variable à la demande du réseau)
Longueur de caisse : 9 400 mm. (Variable à la demande du réseau)
Largeur : 2 400 mm. (Variable à la demande du réseau)
Empattement des d’essieux : 3 600 mm
Nombre de places : 40  (mais peut être porté à 50)
Compartiments Bagages : 1 - et postal 1
Masse à vide : 9 t
Masse en charge : 13 t
Écartement : (Variable selon réseau)

## 1925 type NF
Génèse complète du Renault NF.
Renault NF 2 en gare de Courgenay.
Autorail NF – 1925
Fabrication : 2 - pour le Chemin de fer du Doubs, et le Chemin de fer de l'Yonne
Puissance : 45 ch
Vitesse maximale : 40 km/h
Longueur totale : 6 800 mm
Empattement des essieux :3 600 mm
Nombre de places : 30 assises + 10 debout
Masse à vide : 6 t
Écartement : 1 000 mm (Voie métrique)

## 1925 type NK
Autorail NK – 1925
Fabrication : 1 exemplaire
Puissance : 40 ch
Vitesse maximale : 45 km/h
Longueur : 17 000 mm
Empattement des bogies : 11 000 mm
Empattement des essieux : 1 400 mm
Nombre de places : 60 
Compartiments Bagages : 1 - et postal 1
Masse : 20 t
Écartement : 1 000 mm (Voie métrique)

## 1927 type PF
Autorail PF – 1927
Fabrication : ~ 95 exemplaires
Puissance : 110 ch
Vitesse maximale : 55 km/h
Longueur totale : 16 510 mm (châssis sans tampons)
Empattement des bogies : 11 000 mm
Empattement des essieux : 1 800 mm
Nombre de places : Selon réseau 
Compartiment bagages : 1
Masse totale : 29 t
Écartement : 1 000 mm (ou assimilé)

## 1929 type PS
Autorail PS – 1929
Fabrication : 5 exemplaires
Puissance : 110 ch
Vitesse maximale : 55 km/h
Longueur totale : 16 000 mm (châssis sans tampons)
Empattement des bogies : 11 000 mm
Empattement des essieux : 1 920 mm
Nombre de places : 70
Compartiment bagages : 1
Masse : 34 t
Écartement : 1 435 mm (standard)

## 1929 type RJ
Autorail RJ – 1929
Fabrication : 1 exemplaire
Puissance : 90 ch (alimentation par gazogène)
Vitesse maximale : 65 km/h
Longueur totale : 11 700 mm
Empattement des essieux : 4 800 mm
Nombre de places : 40 
Compartiment Bagages : 1
Masse : 18 t
Écartement : 1 435 mm (standard)

## 1931 type TE
Autorail TE – 1931
Fabrication : 14 exemplaires
Puissance : 80 ch
Vitesse maximale : 80 km/h
Longueur : 9 140 mm
Empattement des essieux : 4 500 mm
Nombre de places : 10 en 1re classe, 25 en 2e classe
Masse à vide : 11 t
Masse en charge : 13,5 t
Écartement : 1 435 mm (standard)

ZZ 23921 à 23930 État et M1 à M4 SE Gironde

## 1933 type VG
Autorail VG – 1933
Fabrication : 4 exemplaires
Puissance : 85 ch (100 ch pour l’un)
Vitesse maximale : 100 km/h
Longueur : 11 250 mm
Empattement des essieux : 4 500 mm
Nombre de places : 34 en 3e classe
Compartiment à bagages 1 : (300 kg)
Masse à vide : 11 t
Masse en charge : 15 t
Écartement : 1 435 mm
ZZ 24001 à 24004 type VG Renault

## 1933 type VH
Autorail VH – 1933
Fabrication : 100 exemplaires
Puissance : 220 puis 265 ch
Vitesse limite : 100 km/h (au début, variable selon les réseaux)
Longueur : 19 350 mm (18 950 mm prototypes)
Empattement des bogies : 13 600 mm (13 000 mm prototypes)
Empattement des essieux : 2 500 mm (2 200 mm prototypes)
Nombre de places : de 56 à 70 assis et de 7 à 14 debout (selon réseau) 
Compartiment à bagages : 1  (2,4 m2) à (8,5 m2) - (selon sous-séries)
Masse à vide : 27 t (25 t pour les prototypes)
Masse en charge : 35 t (31 t pour les prototypes)
Écartement : 1 435 mm

X 2200 à 2300 (Renault VH) "iroquois"

## 1933 type YH
Autorail YH – 1933
Fabrication : 1 (+1 ?) exemplaires
Puissance : 55 ch
Vitesse maximale : 55 km/h
Longueur de la caisse : 7 955 mm
Empattement des essieux : 3 535 mm
Nombre de places : 26
Masse à vide : 6,5 t
Écartement : 1 000 mm ou 1 435 mm

## 1934 type VHD
Autorail double VHD – 1934
Fabrication : 2 exemplaires
Puissance : 2 x 265 ch (puis 2 x 300 ch)
Vitesse maximale : 135 km/h (ramenée à 120 après 1945)
Longueur de la rame : 36 100 mm
Empattement des bogies : 14 050 mm
Empattement des essieux : 3 000 mm porteur, 2 500 mm moteur
Nombre de places : 85
Masse : 57 t
Écartement : 1 435 mm
ZZy 24101 et 24102, puis X1 et X2 à la SNCF.

## 1934 type ZO
Six autorails à ce type sont à l'origine construits pour l'État et affectés au transport de journaux depuis Paris vers certaines gares de province avec prise de voyageurs au retour. Finalement numérotés X 10301 à 10306 à la SNCF, ils cessent de circuler pour la SNCF en 1959. Trois ZO sont également construits pour une compagnie française et quatre autres pour une compagnie espagnole.

Autorail ZO – 1934
Fabrication : 16 exemplaires
Puissance : 120 ch
Vitesse maximale : 90 km/h
Longueur : 12 030 mm
Empattement des essieux : 6 250 mm
Nombre de places : 9 à 35 - (selon l’utilisation)
Compartiment à bagages 1 : (300 kg)
Masse à vide : 9 t
Masse en charge : 12 t
Écartement : 1 435 mm

## 1935 type ZP
Version autorail de l'autobus Renault ZP (en).
Autorail ZP – 1935
Fabrication : 1 exemplaire
Puissance : 75 ch
Longueur : 9 400 mm
Empattement des essieux : 5 110 mm
Nombre de places : 37 places
Masse : 7,5 t
Écartement : 1 435 mm

## 1935 type ABH
Autorail ABH – 1935
Fabrication : 49 exemplaires
| ABH 1 – 1ère série – CF de Provence | ABH 1 – 2ème série – CF de Provence |
| ----------------------------------- | ----------------------------------- |

Puissance : 265 ch
Vitesse maximale : variable selon les rapports de Boite de Vitesse
Longueur hors tampons : 20 600 mm
Empattement pivots de bogies : 13 600 mm
Empattement des essieux : 2 200 mm
Nombre de places : 46
Compartiment à bagages : 1
Masse à vide : 26,8 t
Masse en charge 32,15 t
Écartement : 1 000 mm (standard)
Date de sortie : 1936
Puissance : 300 ch
Vitesse maximale : variable selon les rapports de Boite de Vitesse
Longueur hors tampons : 20 690 mm
Empattement des pivots de bogies : 13 690 mm
Empattement des essieux : 2 200 mm
Nombre de places : 44
Compartiment à bagages : 1 - et postal 1
Masse à vide : 26,8 t
Masse en charge : 32,15 t
Écartement : 1 000 mm 
ABH 2 – Indochine
Fabrication : 
Date de sortie : 1936/1937
Puissance : 265 ch
Vitesse maximale : variable selon les rapports de Boite de Vitesse
Longueur hors tampons : 20 000 mm
Empattements des pivots de bogies : 12 600 mm
Empattement des essieux : 2 200 mm
Nombre de places : 12 + 32
Compartiment à bagages :  non
Masse à vide : 28,55 t
Masse en charge : 24,75 t
Écartement : 1 000 mm (métrique ou assimilé)

ABH 3 – Dakar-Niger
Date de sortie : 1939/1941
Fabrication : 
Puissance : 300 ch
Vitesse maximale : variable selon les rapports de Boite de Vitesse
Longueur hors tampons : 19 900 mm
Empattement des pivots de bogies : 12 320 mm
Empattement des essieux : 2 200 mm
Nombre de places : 12 + 23
Compartiment à bagages : 1 - et postal 1
Masse à vide : 27,6 t
Masse en charge : 32,45 t
Ecartement : 1 000 mm (ou assimilé)

ABH 5 – CF de Provence
Date de sortie : 1942/1945
Fabrication : 
Puissance : 300 ch
Vitesse maximale : variable selon les rapports de Boite de Vitesse
Longueur hors tampons : 19 250 mm
Empattement des pivots de bogies : 12 090 mm
Empattement des essieux : 2 200 mm
Nombre de places : 26
Compartiment à bagages : 1
Masse à vide : 25,8 t
Masse en charge : 31,15 t
Écartement : 1 000 mm 

ABH 6 – CF des Côtes du Nord
Date de sortie : 1947
Fabrication : 3 exemplaires
Longueur hors tampons : 21 090 mm
Empattement des bogies : 2 200 mm
Empattement des pivots de bogies : 13 690 mm
Puissance : 300 CV
Vitesse maximum : variable selon les rapports de Boite de Vitesse
Nombre de places : 46
Masse à vide : 28 t
Masse en charge : 34,1 t
Compartiment à bagages : 1
Ecartement : 

ABH 7 – Indochine
Date de sortie : 1948
Fabrication : 
Longueur hors tampons : 19 720 mm
Empattement des bogies : 2 200 mm
Empattement des pivots de bogies : 12 320 mm
Puissance : 300 CV
Vitesse maximum : variable selon les rapports de Boite de Vitesse
Nombre de places : 36
Masse à vide : 25,8 t
Masse en charge : 31,15 t
Compartiment à bagages : 1
Ecartement :

ABH 8 – CF de la Corse
Fabrication : 8 exemplaires
Date de sortie : 1949
Longueur hors tampons : 20 870 mm
Empattement des bogies : 2 200 mm
Empattement des pivots de bogies : 13 690 mm
Puissance : 300 CV
Vitesse maximum : variable selon les rapports de Boite de Vitesse
Nombre de places : 44 ou 40 (si bar)
Masse à vide : 28,4
Masse en charge : 33,6
Compartiment à bagages : 1 - (certains avec bar)
Ecartement : 1 000 mm

## 1935 type ABJ
Autorail ABJ – 1935

Fabrication: 231 (+8)
Puissance : 265 puis 300 ch
Vitesse limite : 88 à 120 km/h suivant le rapport de pont. Autorisé à 100 km/h pour la SNCF.
Longueur avant transformations : 25 930 mm (26 266 mm après)
Empattement des bogies : 16 930 mm
Empattement des essieux de bogies : 2 500 mm
Nombre de places : de 48 à 76 (suivant aménagements)
Compartiment à bagages : 1 (1,5 t) - et postal 1
Masse à vide : 27 t, très variable
Masse en charge : 35 t, très variable
Écartement : 1,435 mm ou 1 976 mm (suivant réseau)

### type ABJ1 à 3
X 3000 à 3500 ABJ1-ABJ2-ABJ3

### Type ABJ4 et 5
X 3600 ABJ4

### Type ABJ6 à 9
Modèles d'après-guerre vendus à l'étranger ou dans les colonies

## 1935 type ABV
Autorail ABV – 1935
Fabrication : 17 exemplaires
Puissance : 530 puis 600 ch
Vitesse maximale : 135 à 140 (ramenée à 120 km/h)
Longueur : 42 260 mm (43 060 mm avec tampons normal)
Longueur de caisse : 21 000 mm
Empattement des bogies : 19 930 mm
Empattement des essieux de bogies
- 2 500 mm pour bogie moteur

- 3 000 mm pour bogie porteur

Nombre de places : de 92 à 111 (selon les réseaux d’origine, en mixte 3e/2e classe à l’origine)
Masse à vide : 50 t, (variable)
Masse en charge : 65 t, (variable)
Écartement : 1 435 mm

X 101 à 105-11 à 113-121-122 "ABV1" (Renault VH Double articulé)
X 123-131 à 133 "ABV2" (Renault ABJ Double articulé)

## 1935 type ACB
Autorail ACB – 1935
Fabrication : 4 exemplaires
Puissance : 120 ch puis 150 ch
Vitesse maximale : 90 km/h
Longueur : 12 030 mm
Empattement des essieux : 6 250 mm
Nombre de places : 9 à 35 (selon l’utilisation)
Compartiment à bagages : 1 - (300 kg)
Masse à vide : 9 t
Masse en charge : 12 t
Ecartement : 1 435 mm et 1 967 mm (suivant réseau)

Version dérivée du type ZO (dont SNCF ZZ R 11001 à 11006)

## 1936 type ABL
Commandé en deux exemplaires par le réseau de l'État en 1935, le premier ABL fut livré en 1936, pour exploitation sur Paris-Le Havre. Donné pour 140 km/h pour 144 passagers des deux classes supérieures, il était constitué d'un élément central moteur, équipé de deux V16 Renault type 504 de 500 ch, et de deux remorques-pilotes. Malgré les efforts des techniciens de Renault délégués à la mise au point de sa motorisation, le manque de fiabilité de l'engin rendit sa disponibilité aléatoire incompatible avec un service régulier sur une grande ligne. Il fut donc relégué à des services secondaires, et la commande du deuxième exemplaire fut annulée. Immobilisé à Rouen pendant la guerre par manque de carburant, il connut une grave avarie de son élément moteur peu après-guerre, qui le fit radier. L'élément central fut démoli, et les deux remorques attelées entre elles devinrent la remorque de grande capacité XR 6016, jusqu'à sa radiation en 1962.

Autorail triple ABL – 1936
Fabrication : 1 exemplaire
Puissance : 1 000 ch - (2 x 500)
Longueur totale : 59 190 mm
Empattement des bogies : 16 930 mm
Empattement des essieux de bogies : 2 800 mm
Nombre de places : 140
Poids à vide : 80 t
Écartement : 1 435 mm

## 1936 type ADP
Autorail ADP de l’Etat – 1936
Fabrication : 16 exemplaires
Puissance : 500 ch
Vitesse maximum : 120 km/h
Longueur : 26 060 mm
Empattement des bogies : 16 930 mm
Empattement des essieux de bogies : 3 000 mm
Nombre de places : 52 à 64 - suivant la disposition (2e classe seule ou mixte 1re/2e classe)
Compartiment à bagages : 1 - (1,5 t)
Masse à vide : 38 t, (variable)
Masse en charge : 46 t, (variable)
Écartement : 1 435 mm

X 4961 à 4969 (ADP)
X 4981-4184 à 4987 ex Ety 23882-23885 à 23888 PO (ADP)

## 1936 type ADX
Autorail ADX2 – 1936
Fabrication : 22 exemplaires
Puissance : 600 ch
Vitesse limite : 125 km/h ramenée à 120
Longueur : 26 430 mm
Empattement des bogies : 19 930 mm
Empattement des essieux de bogies : 3 000 mm
Nombre de places : 
Compartiment à bagages : 1 - (1,5 t) - et postal 1
Masse à vide : 43 t
Masse en charge : 50 t
Écartement : 1 435 mm

X 5101 à 5112 ex Pety 23841 à 23852 PO (ADX2)
X 5201 à 5208 ex G 501 à 508 PLM (ADX2)

## 1936 type AEK
L'autorail AEK a été construit à 22 exemplaires (1 protoypye AEK 1, et 21 exemplaires AEK 2), et livré entre 1936 et 1939. Autorail mono-caisse à cabine de conduite en kiosque, cet engin était équipé de deux moteurs de 150 chevaux fonctionnant au gazole. Pouvant transporter jusqu'à 78 passagers à 120 km/h, la majorité des AEK ont été radiés à l'aube des années 1960.

Autorail AEK – 1936
Fabrication : 22 exemplaires
Puissance : 2 x 150 ch 
Vitesse limite : 120 km/h
Longueur : 25 200 mm (25 160 pour le prototype)
Empattement des bogies : 16 700 mm
Empattement des essieux de bogies : 2 700 mm
Nombre de places : 64 à 78 (selon les sous-séries)
Compartiment à bagages : 1 - (4,6 m2)
Masse à vide : 30 t
Masse en charge : 41 t
Écartement : 1 435 mm
X 7000 Renault (AEK) ;
X 7011 Renault (AEK) "Autorail de tournée" ;
X 7100 Renault (AEK).

## 1936 type AET
Autorail AET – 1937
Fabrication : 1 exemplaire
Puissance : 500 ch
Vitesse maximale : 150 km/h
Longueur totale : 32 730 mm
Longueur de caisse : 32 000 mm
Empattement des bogies : 21 125 mm
Empattement des essieux de bogies : 2 800 mm
Nombre de places : 80
Compartiment bagages : 1 et postal : 1
Masse en ordre de marche : 47 t
Écartement : 1 435 mm
Prototype pour le PLM, immatriculé SNCF ZZ R 6001. Détruit en 1944.

## 1947 U150
X 5010-5011 prototype 150 ch devenus X 5500
X 5501 à 5549 (Unifiés 150 ch) "Mobylettes" + ex X 5010-5011
X 5801 à 5852 (Unifiés 150 ch) "Mobylettes"

## 1959 X 4200
X 4201 à 4210 "Panoramique"

## Autorails préservés

### Voie Standard 1 435 mm
En ce qui concerne le parc hétéroclite d'avant-guerre, en raison d'une conception privilégiant le coût lors de la construction plutôt que la facilité de maintenance, et de l'absence de pièces pour de si petites séries, le constructeur utilisait souvent des pièces de camions des années 1920, introuvables après-guerre, ou des pièces spécifiques produites en très petites quantités, il était déjà trop onéreux et trop compliqué de financer l'entretien et la refabrication de pièces rares ou même sur-mesure dans l'immédiat après-guerre. Cette technologie orpheline explique comment, quelques décennies plus tard, on ne retrouve aucune trace de ces autorails inutilisables, condamnés à rouiller dehors jusqu'à la démolition.
À ce jour, trois ABJ4 ont été préservés, ainsi que des "Picasso" car ils furent conçus après-guerre de manière à pouvoir être entretenus facilement grâce à une uniformisation de la conception et l'interchangeabilité des pièces.

### Voie Métrique 1 000 mm

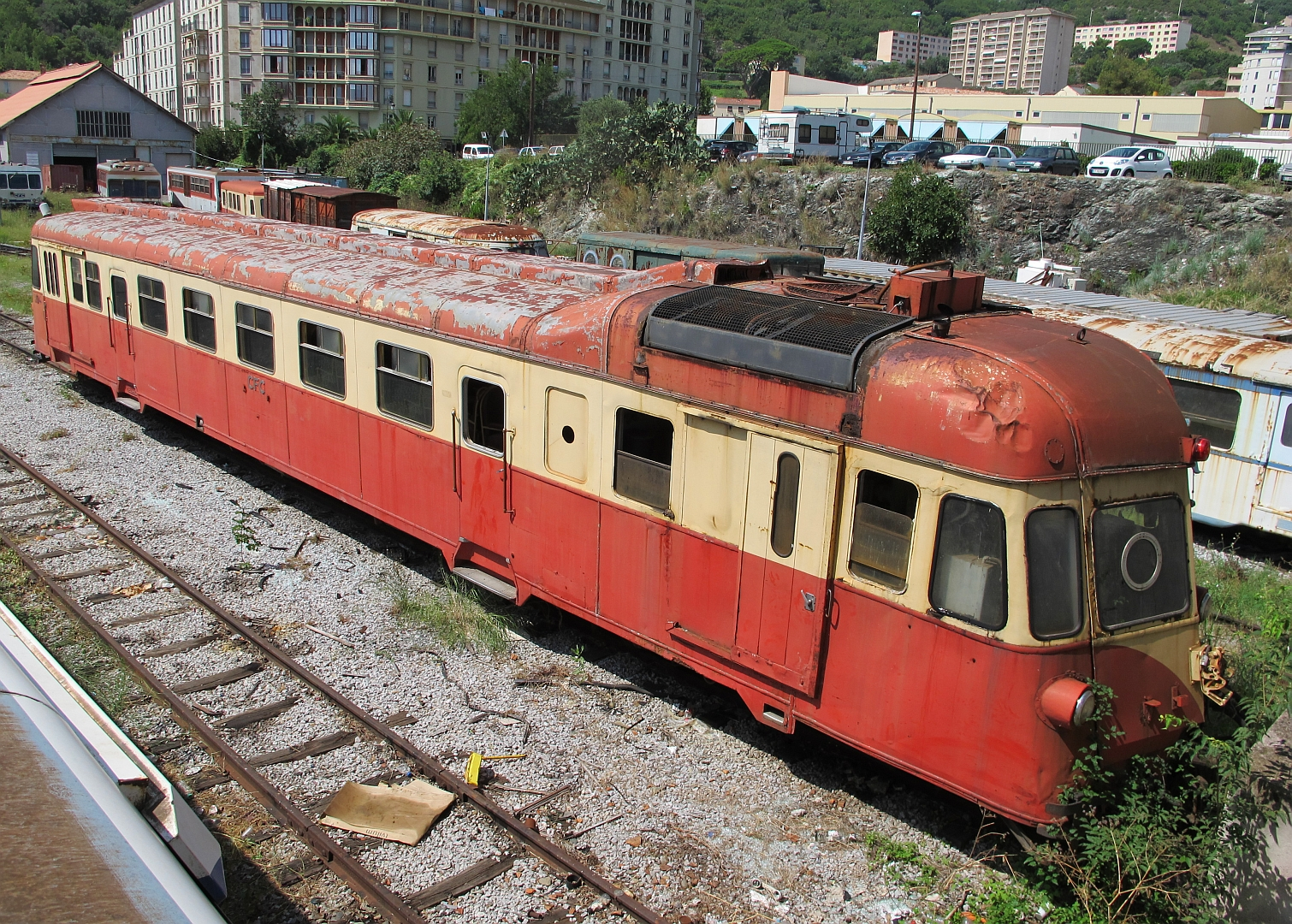
L'autorail ABH8 no 204, radié, garé à Bastia en 2014.

- ABH5 X 320 immatriculé ZZ 10 aux Chemins de fer de Provence, garé en bon état à Digne ;
- ABH1 X 322 immatriculé ZZ 22 aux Chemins de fer de Provence, garé en bon état en livrée bleu Alpes-Azur à Digne ;
- ABH1 X 326 immatriculé ZZ 6 aux Chemins de fer de Provence, restauré en service en livrée bleu Alpes-Azur par le « Groupe d'étude pour les Chemins de fer de Provence » (GECP) en mai 2023[4] ;
- ABH8 no 201 des Chemins de fer de la Corse, propriété de la FACS et confié au MTVS à Crèvecœur-le-Grand
- ABH8 no 204 des Chemins de fer de la Corse, propriété de la Collectivité Territoriale de Corse et confié l'association le « Cercle Ferroviaire Corse », conservé au Camp-Raffali à Calenzana-Lumio
- ABH8 no 206 des Chemins de fer de la Corse, propriété de la Collectivité Territoriale de Corse et confié l'association le « Cercle Ferroviaire Corse », conservé au Camp-Raffali à Calenzana-Lumio.